# Libertador (Mérida)
Libertador è un comune del Venezuela situato nello Stato del Mérida.
Il capoluogo del comune è la città di Mérida.